# Huntington (Utah)
Huntington je město v okresu Emery County ve státě Utah. K roku 2000 zde žilo 2 131 obyvatel. S celkovou rozlohou 5,3 km² byla hustota zalidnění 404,5 obyvatel na km².